# Джим Гілмор
Джеймс Стюарт «Джим» Гілмор III (англ. James Stuart «Jim» Gilmore III; нар. 6 жовтня 1949, Ричмонд, Вірджинія) — американський політик. Він був губернатором Вірджинії з 1998 по 2002 і головою Республіканського національного комітету з 2001 по 2002 роки.

## Біографія
У 1971 році отримав ступінь бакалавра, а у 1977 — юридичну освіту в Університеті Вірджинії. Він був генеральним прокурором штату Вірджинія з 1994 по 1998.
26 квітня 2007 Гілмор офіційно оголосив про свою кандидатуру на президентських виборах у 2008 році. Він був профільований у своїй передвиборчій кампанії як консервативний республіканець і представляє «республіканське» крило партії. Однак Гілмор 14 липня 2007 завершив кампанію через відсутність ресурсів.
Посол США в Організації з безпеки і співробітництва в Європі (ОБСЄ) з 2019 року.